# جردن پیترسون
جردن برنت پیترسون (به انگلیسی: Jordan B. Peterson) روان‌شناس بالینی، مؤلف و صاحب‌نظر کانادایی است. او از اواخر دهه ۲۰۱۰ به خاطر دیدگاه‌هایش درباره مسائل فرهنگی و سیاسی که غالباً محافظه‌کارانه توصیف می‌شود جلب توجه کرد. پیترسون خود را یک لیبرال کلاسیک و یک محافظه‌کار سنتی خوانده‌است.
پیترسون که زاده و بزرگ‌شدهٔ آلبرتا است، کارشناسی علوم سیاسی و روان‌شناسی از دانشگاه آلبرتا و پی‌اچ‌دی روان‌شناسی بالینی از دانشگاه مک‌گیل دریافت کرده‌است. پس از پژوهش و تدریس در دانشگاه هاروارد، در سال ۱۹۹۸ به کانادا بازگشت و استاد دانشگاه تورنتو شد. در سال ۱۹۹۹, او نخستین کتابش، نقشه‌های معنا را که مبنای بسیاری از سخنرانی‌های بعدی‌اش شد منتشر کرد. این کتاب، روان‌شناسی و اسطوره‌شناسی و دین و ادبیات و فلسفه و علوم اعصاب را برای تحلیل نظامات باور و معنا ترکیب می‌کند.
در سراسر سال‌های ۲۰۱۹ و ۲۰۲۰، پیترسون به مشکلات ناشی از نشانگان ترک بنزودیازپین دچار بود. او در سال ۲۰۲۱، کتاب سومش فراسوی ساختار را منتشر کرد، از دانشگاه تورنتو استعفا داد و به پادکست‌سازی بازگشت. در سال ۲۰۲۲، پیترسون با شرکت رسانه‌ای محافظه‌کار دیلی‌وایر قرارداد توزیع محتوا امضا کرد.

## زندگی‌نامه
جردن پیترسون در ۱۲ ژوئن ۱۹۶۲ در ادمونتون آلبرتا (کانادا) در خانواده والتر پترسون و بورلی به‌عنوان بزرگ‌ترین فرزند از سه فرزند زاده و در فیرویو آلبرتا بزرگ شد. پدرش آموزگار مدرسه و مادرش کتابدار پردیس فیرویو کالج منطقه‌ای گراند پریری بود.
کتابدار مدرسه او سندی نتلی (مادر سیاستمدار کانادایی و رهبر حزب دموکراتیک جدید آلبرتا، راشل ناتلی) پیترسون را با آثار ادبی الکساندر سولژنیتسین، آلدوس هاکسلی، آین رند و جورج اورول آشنا کرد. در سال ۱۹۷۹، پیترسون از دبیرستان فیرویو دانش‌آموخته شد و برای تحصیل در رشته ادبیات انگلیسی و علوم سیاسی رهسپار کالج منطقه‌ای گراند پریر گردید. پیترسون در تمام دوران نوجوانی خود برای حزب دموکراتیک نوین (ان‌دی‌پی) کار می‌کرد اما بعداً از این حزب اخراج شد. 

## پیشینه علمی و کاری

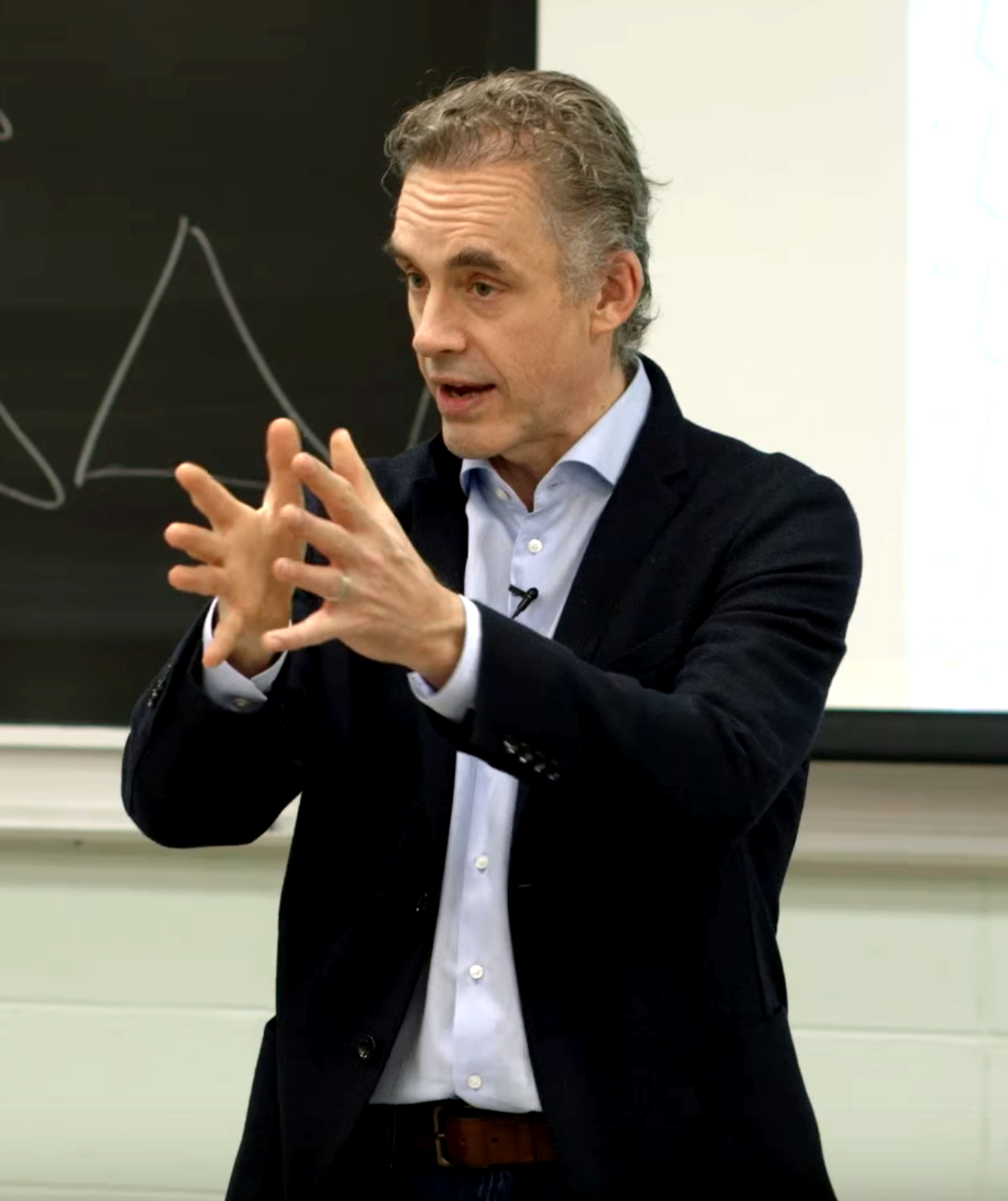
پیترسون در حال سخنرانی در دانشگاه تورونتو، 2017

پیترسون بزرگ شدهٔ فرویو، آلبرتا است. او دانشنامه کارشناسی (لیسانس) علوم سیاسی را در سال ۱۹۸۲ و دانشنامه روان‌شناسی را در سال ۱۹۸۴، هر دو از دانشگاه آلبرتا، و دانشنامه دکتری خود را در سال ۱۹۹۱ در روان‌شناسی بالینی از دانشگاه مک‌گیل دریافت کرد. او دو سال به‌عنوان پژوهشگر پسادکتری در دانشگاه مک‌گیل ماند و سپس استادیار و دانشیار دانشکده روان‌شناسی دانشگاه هاروارد گردید. در سال ۱۹۹۸ به‌عنوان استاد تمام در دانشگاه تورنتو جایگیر شد. در سال ۲۰۱۶ پیترسون رشته‌ویدئوهایی در کانال یوتیوب خود منتشر کرد که در آن از نزاکتمندی سیاسی و اقدام دولت کانادا در خصوص لایحه سی۱۶ انتقاد می‌کرد.
کلاس درس اصلی او در دانشگاه تورنتو که در کانال یوتیوب قابل دسترسی است و کتابش با عنوان نقشه‌های معنا: معماری باور با استقبال خوبی مواجه شده‌بود.
پیترسون در سال ۲۰۲۱ پس از اختلافات گوناگون با سیاست‌های کلی دانشگاه تورنتو از آن دانشگاه استعفا داد و به فعالیت‌های فرهنگی در بخش خصوصی روی آورد.
یکی از فعالیت‌های وی، انتشار پادکست در موضوعات مختلف است که در پادکستی با عنوان "پادکست جردن بی پیترسون" به‌صورت منظم منتشر می‌شود. تا کنون بیش از ۳۰۰ اپیزود از این پادکست منتشر شده است.

## دین
در گفت‌وگویی در سال ۲۰۱۷، جُردن پترسون در پاسخ به این پرسش که ″آیا شما مسیحی هستید؟″ گفت: «به گمانم پاسخ شفاف و صریح این باشد: بله.».

## دیدگاه‌ها

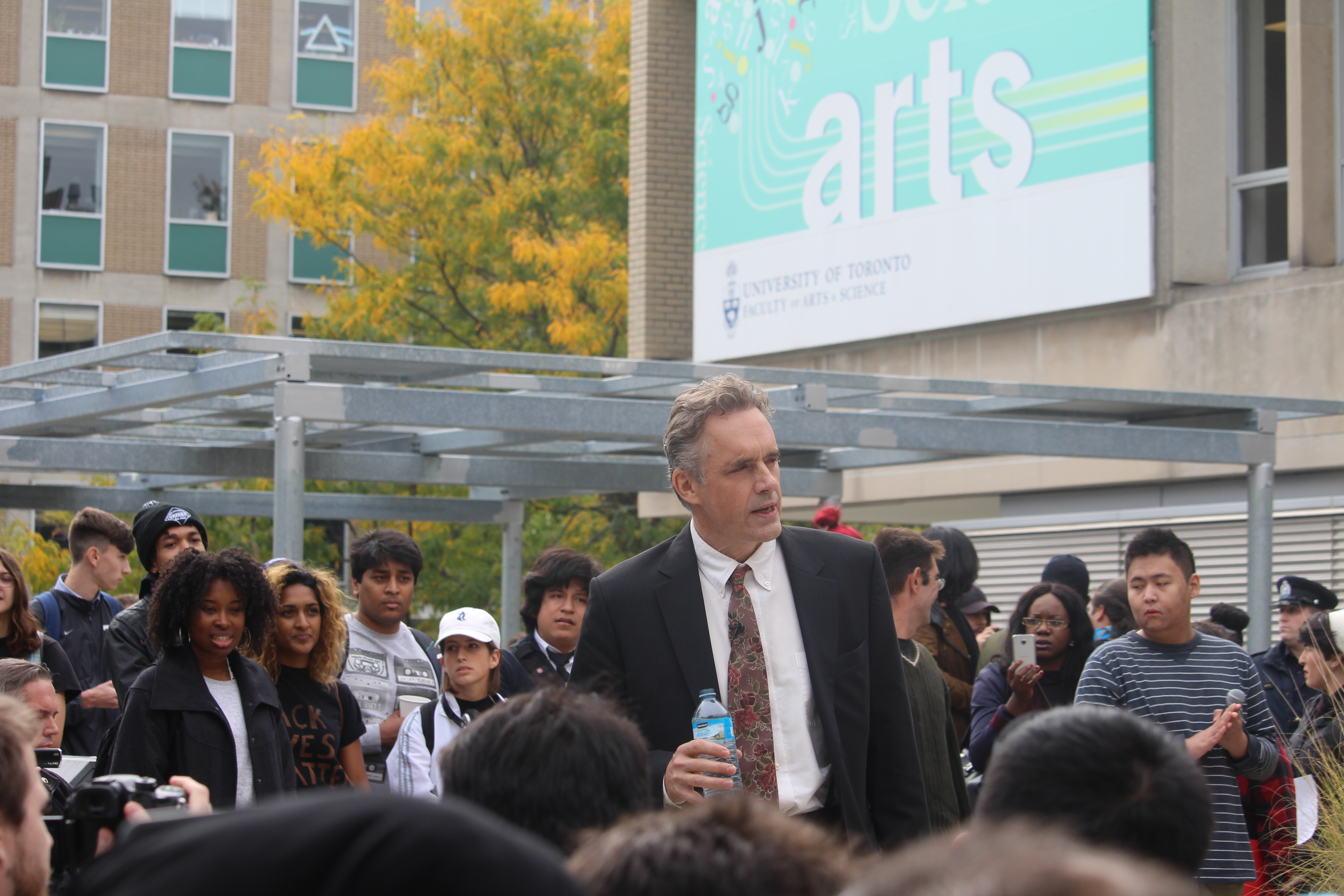
عکسی که در یک تجمع عمومی در دانشگاه تورنتو در مورد آزادی بیان گرفته شده است

پیترسون خود را از نظر سیاسی «لیبرال کلاسیک» و یک «محافظه‌کار  سنتی» خوانده‌است.

### جنسیت و ابراز جنسی
پیترسون استدلال کرده یک «بحران نرینگی» و «پس‌زنی علیه نرینگی» وجود دارد که در آن «روح نرینه در معرض حمله قرار دارد.». او استدلال کرده‌است که چپ سلسله مراتب موجود جامعه را یک «پدرسالاری سرکوبگر» می‌داند ولی «نمی‌خواهد به این اعتراف کند که سلسله‌مراتب موجود ممکن است مبنایش شایستگی باشد.» او گفته مردان بدون هم‌بالین محتمل است خشن شوند و این که خشونت مذکر در جوامعی که تک‌همسری هنجاری اجتماعی است کاهش می‌یابد. او رشد دونالد ترامپ و سیاستمداران راست تندرو را واکنش منفی به جنبش موسوم به «مؤنث‌سازی مردان» منتسب می‌کند و می‌گوید «اگر مردان زیادی به مؤنث‌سازی سوق داده شوند بیشتر به ایدئولوژی سیاسی فاشیسم و تند علاقه‌مند می‌شوند.»